# 失去你
〈失去你〉（英語：Without You），是一首西洋經典抒情歌曲，最早是由壞手指樂隊（Badfinger）在1970年11月發行。數十年來這首歌曲不斷的被重新翻唱，其中較廣為人知的是1971年由哈利·尼爾森（Harry Nilsson）、1991年由空中補給合唱團（Air Supply）以及1993年由瑪麗亞·凱莉（Mariah Carey）等歌手重新詮釋的版本。

## 歌曲介紹
〈失去你〉的原唱者是英國搖滾樂團壞手指樂隊（Badfinger），1970年11月首先推出單曲，但並未引起太大迴響。翌年由美國男歌手哈利·尼爾森（Harry Nilsson）重新翻唱，結果大受歡迎造成流行，在告示牌單曲榜摘下4週冠軍，在該年的年終單曲榜高居第4名，不但成為了這首歌曲經典版本之一，也是這首歌曲在告示牌獲得的最佳成績。1991年，來自澳洲的流行樂團空中補給（Air Supply）再次翻唱這首歌曲，這次雖然未在音樂排行榜上奪得佳績，但其樂團主唱羅素·希區考克（Russell Hitchcock）在副歌部份的高音演出，也蔚為經典。這首歌曲在1993年又被美國流行天后瑪麗亞·凱莉（Mariah Carey）相中，在經過瑪麗亞·凱莉渾厚寬廣的嗓音重新詮釋之後，又賦予了這首老歌新的時代感，不僅在英國單曲榜摘下4週冠軍，更成為〈失去你〉在當代最經典的版本。

## 瑪麗亞·凱莉版本
〈失去你〉（英語：Without You）是美國女歌手瑪麗亞·凱莉在1994年1月發行的單曲，它在告示牌單曲榜獲得第3名，英國單曲榜獲得4週冠軍，成為瑪麗亞·凱莉首支全英冠軍單曲。瑪麗亞·凱莉的〈失去你〉已經成為當代最家喻戶曉以及廣為流傳的版本，尤其在英國更創下這首歌曲的最佳成績。

### 收錄專輯
〈失去你〉收錄於瑪麗亞·凱莉1993年的第三張錄音室專輯《音樂盒》（英語：Music Box），它連同〈忘不了你〉成為該專輯第三波雙主打單曲，前兩首單曲依序是〈夢中情人〉（8週冠軍）和〈英雄〉（4週冠軍）。

### 商業成績
〈失去你 / 忘不了你〉挾帶著前兩首冠軍單曲的氣勢，1994年1月29日在進入單曲榜首週即攻佔第53名，進榜之後名次穩定向上攀升，3月19日名次升至第3名，〈失去你 / 忘不了你〉在第3名盤旋了6週之後始往下降，這是瑪麗亞·凱莉唯一一首第3名的單曲，最終它在榜內共停留了23週，全美銷售量突破50萬張，在1994年告示牌年終單曲排名中位居第16名。
〈失去你〉在英國地區以個別單曲獨立發行，最終獲得4週冠軍的成績，成為瑪麗亞·凱莉首支全英冠軍單曲。在〈失去你〉之前，瑪麗亞·凱莉曾在1992年翻唱老歌〈我將在那裡〉並在英國單曲榜獲得第2名的最高成績。

## 軼事
2008年，保加利亞電視才藝表演的參賽者瓦倫汀娜˙哈桑在節目上翻唱此曲，由於口音問題被英語人士空耳成「Ken Lee」，並成為網絡迷因。